# Canadien junior de Montréal
Die Canadien junior de Montréal (engl. Montreal Junior Canadiens) waren ein Eishockey-Juniorenteam aus Montreal. Sie spielten von 1933 bis 1961 in der Quebec Junior Hockey League und von 1961 bis 1972 in der Ontario Hockey Association.

## Geschichte
Canadien Junior de Montréal wurde 1933 als Farmteam der Montréal Canadiens aus der National Hockey League gegründet. Die Zusammenarbeit beider Mannschaften dauerte bis 1967. Ursprünglich nahm die Mannschaft bis 1961 am Spielbetrieb der LHJQ teil. Anschließend wechselten sie aufgrund des professioneller geführten Wettbewerbs in die Ontario Hockey Association, in der sie bis 1972 blieben. Im Sommer 1972 drohte die in der Zwischenzeit gegründete Ligue de hockey junior majeur du Québec der OHA mit einem Rechtsstreit, um eines der Franchises auch in der größten Stadt Québecs anzusiedeln. Als Problemlösung erhielt Canadien junior de Montréal eine Einjahres-Suspendierung für die OHA. In dieser Zeit wechselte das Franchise aus Montréal ihren Namen in Bleu-Blanc-Rouge de Montréal und die OHA vergab die Lizenz der Canadiens ein Jahr später nach Kingston (Ontario), wo es anschließend unter dem Namen Kingston Canadians spielte.
Die größten Erfolge der Canadien junior de Montréal waren der Gewinn des Memorial Cup in den Jahren 1950, 1969 und 1970, sowie der Gewinn der George Richardson Memorial Trophy 1950, 1969 und 1970 und des J. Ross Robertson Cup, den sie 1964, 1969 und 1970 gewannen. Zudem erhielten sie in den Spielzeiten 1961/62, 1968/69 und 1969/70 jeweils die Hamilton Spectator Trophy.

## Ehemalige Spieler
Folgende Spieler, die für die Canadien junior de Montréal aktiv waren, spielten im Laufe ihrer Karriere in der National Hockey League:
LHJQ (1933–1961)
| - Ron Attwell - Ralph Backstrom - Marc Boileau - Émile Bouchard - Claude Bourque - Tom Brennan - Connie Broden - Bucky Buchanan - Kelly Burnett | - Tod Campeau - Billy Carter - Gilles Dubé - Reg Fleming - Phil Goyette - Charlie Hodge - Bucky Hollingworth - Eddie Johnston - Forbes Kennedy | - Claude LaForge - Dave Logan - Don Marshall - George McAvoy - Bob McCord - Al Millar - Dickie Moore - Johnny Peirson - Jimmy Peters | - Gerry Plamondon - André Pronovost - Claude Pronovost - Claude Provost - Henri Richard - Ernie Roche - Dollard St. Laurent - Jerry Wilson |

OHA (1961–1972)
| - Christian Bordeleau - J. P. Bordeleau - Paulin Bordeleau - Pierre Bouchard - André Boudrias - Robin Burns - Bob Champoux - Bob Charlebois - Guy Charron - Terry Clancy - Jacques Cossette - Yvan Cournoyer - Norm Dennis - Michel Dion - René Drolet | - Jude Drouin - André Dupont - Rocky Farr - Norm Ferguson - Germain Gagnon - Scott Garland - John Garrett - Allan Globensky - Norm Gratton - Lucien Grenier - Jocelyn Guèvremont - Bob Guindon - Réjean Houle - Billy Inglis | - François Lacombe - André Lacroix - Jean-Guy Lagace - Serge Lajeunesse - Bobby Lalonde - Jacques Laperrière - Guy Lapointe - Jacques Lemaire - Bob Lemieux - Rich Lemieux - Blair MacKasey - Rick Martin - Hartland Monahan - Ted Ouimet | - Craig Patrick - Gilbert Perreault - Larry Pleau - Fern Rivard - Jim Rutherford - Serge Savard - André St. Laurent - Ralph Stewart - Marc Tardif - Léo Thiffault - Ted Tucker - Ian Turnbull - Rogatien Vachon - Carol Vadnais |